# مسألة الأجسام الثلاثة (رواية)
مسألة الأجسام الثلاثة هي رواية خيال علمي من تأليف الكاتب الصيني ليو تسي شين يشير اسم الرواية لمسألة الأجسام الثلاثة في الميكانيكا المدارية.
تبدأ الرواية بأحداث عنف الثورة الثقافية في الصين وتأثيرها السلبي علي علوم الفيزياء والعلماء الصينين مما أدى إلى اتخاذ أحد شخصيات الرواية قرار التواصل مع الكائنات الفضائية لحثهم علي غزو الأرض. وفي الوقت المعاصر يكتشف أحد شخصيات الرواية لعبة تفاعلية علي الإنترنت تحكي عن كوكب غامض ذو 3 شموس تأثر على مصير الكوكب وفناء الحضارة والحياة عليه مرة وراء مرة نتيجة عشوائية تعاقب الليل والنهار وفصول الصيف والشتاء بأقصى دراجاتها، ليكتشف أثناء ذلك أن اللعبة ترجع لجماعة سرية تؤمن بكائنات فضائية في طريقها لغزو الأرض وإنهاء البشر عليها خلال 450 عاما تمهيدا للعيش بها بدلا من كوكبهم الفاني، تلك الجماعة تقوم بالتمهيد للغزو بقتل العلماء ومنع التقدم العلمي وتمهيد البشر لقبول والاستسلام للغزو. الرواية هي جزء أول من سلسلة من جزأين أخرين استمرارًا لحبكة القصة بعنوان الغابة المظلمة ونهاية الموت، تم نشرها عام 2006 في الصين وترجمتها إلى اللغة الإنجليزية عام 2014. وتم اقتباس الرواية لعمل مسلسل تلفزيوني من قبل المؤلفين ديفيد بينيوف ودي بي وايس وهما مؤلفا المسلسل الشهير Game of Thrones حيث أطلق عبر منصة نتفليكس في 21 مارس 2024.